# Dilogaritme

El dilogaritme al llarg de l'eix real

En matemàtiques, el dilogaritme o funció d'Spence, denotada com a Li₂(z), és un cas particular de polilogaritme. Existeixen dues funcions especials relacionades que s'anomenen funció de Spence, el propi dilogaritme:
{\displaystyle \operatorname {Li} _{2}(z)=-\int _{0}^{z}{\ln(1-u) \over u}\,du{\text{, }}z\in \mathbb {C} }
i el seu reflex. Per a |z|<1, també es pot escriure com a sèrie infinita (la definició integral constitueix la seva extensió analítica al pla complex):
{\displaystyle \operatorname {Li} _{2}(z)=\sum _{k=1}^{\infty }{z^{k} \over k^{2}}.}
Alternativament, la funció de dilogaritme de vegades es defineix com a
{\displaystyle \int _{1}^{v}{\frac {\ln t}{1-t}}dt=\operatorname {Li} _{2}(1-v).}
En geometria hiperbòlica, el dilogaritme es pot utilitzar per a calcular el volum d'un símplex ideal. Concretament, un símplex els vèrtexs del qual tenen una proporció creuada z té volum hiperbòlic
{\displaystyle D(z)=\operatorname {Im} \operatorname {Li} _{2}(z)+\arg(1-z)\log |z|.}
La funció D(z) de vegades s'anomena funció de Bloch-Wigner. La funció de Lobachevsky i la funció de Clausen són funcions estretament relacionades.
El dilogaritme va ser estudiat per primer cop pel matemàtic escocès de principis del segle XIX, William Spence.

## Estructura analítica
Utilitzant la definició anterior, la funció de dilogaritme és analítica arreu del pla complex excepte a {\displaystyle z=1}, on té un punt de ramificació logarítmica. L'opció estàndard de tall de branca és al llarg de l'eix real positiu {\displaystyle (1,\infty )}. Tanmateix, la funció és contínua al punt de ramificació i pren el valor {\displaystyle \operatorname {Li} _{2}(1)=\pi ^{2}/6}.

## Identitats
{\displaystyle \operatorname {Li} _{2}(z)+\operatorname {Li} _{2}(-z)={\frac {1}{2}}\operatorname {Li} _{2}(z^{2}).}
{\displaystyle \operatorname {Li} _{2}(1-z)+\operatorname {Li} _{2}\left(1-{\frac {1}{z}}\right)=-{\frac {(\ln z)^{2}}{2}}.}
{\displaystyle \operatorname {Li} _{2}(z)+\operatorname {Li} _{2}(1-z)={\frac {{\pi }^{2}}{6}}-\ln z\cdot \ln(1-z).}
{\displaystyle \operatorname {Li} _{2}(-z)-\operatorname {Li} _{2}(1-z)+{\frac {1}{2}}\operatorname {Li} _{2}(1-z^{2})=-{\frac {{\pi }^{2}}{12}}-\ln z\cdot \ln(z+1).}
{\displaystyle \operatorname {Li} _{2}(z)+\operatorname {Li} _{2}\left({\frac {1}{z}}\right)=-{\frac {\pi ^{2}}{6}}-{\frac {(\ln(-z))^{2}}{2}}.}

## Identitats de valor particular
{\displaystyle \operatorname {Li} _{2}\left({\frac {1}{3}}\right)-{\frac {1}{6}}\operatorname {Li} _{2}\left({\frac {1}{9}}\right)={\frac {{\pi }^{2}}{18}}-{\frac {(\ln 3)^{2}}{6}}.}
{\displaystyle \operatorname {Li} _{2}\left(-{\frac {1}{3}}\right)-{\frac {1}{3}}\operatorname {Li} _{2}\left({\frac {1}{9}}\right)=-{\frac {{\pi }^{2}}{18}}+{\frac {(\ln 3)^{2}}{6}}.}
{\displaystyle \operatorname {Li} _{2}\left(-{\frac {1}{2}}\right)+{\frac {1}{6}}\operatorname {Li} _{2}\left({\frac {1}{9}}\right)=-{\frac {{\pi }^{2}}{18}}+\ln 2\cdot \ln 3-{\frac {(\ln 2)^{2}}{2}}-{\frac {(\ln 3)^{2}}{3}}.}
{\displaystyle \operatorname {Li} _{2}\left({\frac {1}{4}}\right)+{\frac {1}{3}}\operatorname {Li} _{2}\left({\frac {1}{9}}\right)={\frac {{\pi }^{2}}{18}}+2\ln 2\cdot \ln 3-2(\ln 2)^{2}-{\frac {2}{3}}(\ln 3)^{2}.}
{\displaystyle \operatorname {Li} _{2}\left(-{\frac {1}{8}}\right)+\operatorname {Li} _{2}\left({\frac {1}{9}}\right)=-{\frac {1}{2}}\left(\ln {\frac {9}{8}}\right)^{2}.}
{\displaystyle 36\operatorname {Li} _{2}\left({\frac {1}{2}}\right)-36\operatorname {Li} _{2}\left({\frac {1}{4}}\right)-12\operatorname {Li} _{2}\left({\frac {1}{8}}\right)+6\operatorname {Li} _{2}\left({\frac {1}{64}}\right)={\pi }^{2}.}

## Valors especials
{\displaystyle \operatorname {Li} _{2}(-1)=-{\frac {{\pi }^{2}}{12}}.}
{\displaystyle \operatorname {Li} _{2}(0)=0.}
{\displaystyle \operatorname {Li} _{2}\left({\frac {1}{2}}\right)={\frac {{\pi }^{2}}{12}}-{\frac {(\ln 2)^{2}}{2}}.}
{\displaystyle \operatorname {Li} _{2}(1)=\zeta (2)={\frac {{\pi }^{2}}{6}},} on {\displaystyle \zeta (s)} és la funció zeta de Riemann.
{\displaystyle \operatorname {Li} _{2}(2)={\frac {{\pi }^{2}}{4}}-i\pi \ln 2.}
{\displaystyle {\begin{aligned}\operatorname {Li} _{2}\left(-{\frac {{\sqrt {5}}-1}{2}}\right)&=-{\frac {{\pi }^{2}}{15}}+{\frac {1}{2}}\left(\ln {\frac {{\sqrt {5}}+1}{2}}\right)^{2}\\&=-{\frac {{\pi }^{2}}{15}}+{\frac {1}{2}}\operatorname {arcsch} ^{2}2.\end{aligned}}}
{\displaystyle {\begin{aligned}\operatorname {Li} _{2}\left(-{\frac {{\sqrt {5}}+1}{2}}\right)&=-{\frac {{\pi }^{2}}{10}}-\ln ^{2}{\frac {{\sqrt {5}}+1}{2}}\\&=-{\frac {{\pi }^{2}}{10}}-\operatorname {arcsch} ^{2}2.\end{aligned}}}
{\displaystyle {\begin{aligned}\operatorname {Li} _{2}\left({\frac {3-{\sqrt {5}}}{2}}\right)&={\frac {{\pi }^{2}}{15}}-\ln ^{2}{\frac {{\sqrt {5}}+1}{2}}\\&={\frac {{\pi }^{2}}{15}}-\operatorname {arcsch} ^{2}2.\end{aligned}}}
{\displaystyle {\begin{aligned}\operatorname {Li} _{2}\left({\frac {{\sqrt {5}}-1}{2}}\right)&={\frac {{\pi }^{2}}{10}}-\ln ^{2}{\frac {{\sqrt {5}}+1}{2}}\\&={\frac {{\pi }^{2}}{10}}-\operatorname {arcsch} ^{2}2.\end{aligned}}}

## En física de partícules
El dilogaritme apareix sovint en problemes teòrics de física de partícules en càlculs de correccions radiatives. En aquest context, la funció sovint es defineix amb un valor absolut dins del logaritme:
{\displaystyle \operatorname {\Phi } (x)=-\int _{0}^{x}{\frac {\ln |1-u|}{u}}\,du={\begin{cases}\operatorname {Li} _{2}(x),&x\leq 1;\\{\frac {\pi ^{2}}{3}}-{\frac {1}{2}}(\ln x)^{2}-\operatorname {Li} _{2}({\frac {1}{x}}),&x>1.\end{cases}}}